# Campionato sudamericano per club 2019 (pallavolo femminile)
Il campionato sudamericano per club 2019 si è svolto dal 19 al 23 febbraio 2019 a Belo Horizonte, in Brasile: al torneo hanno partecipato cinque squadre di club sudamericane e la vittoria finale è andata per la seconda volta consecutiva al Minas.

## Impianti
|                                                                                        |  |  |
|                                                                                        |  |  |
| Arena Juscelino Kubitschek Città: Belo Horizonte Capienza: 4 000 Anno d'apertura: 1952 |  |  |

## Regolamento

### Formula
Le squadre hanno disputato un'unica fase con formula del girone all'italiana.

### Criteri di classifica
Se il risultato finale è stato di 3-0 o 3-1 sono stati assegnati 3 punti alla squadra vincente e 0 a quella sconfitta, se il risultato finale è stato di 3-2 sono stati assegnati 2 punti alla squadra vincente e 1 a quella sconfitta.
L'ordine del posizionamento in classifica è stato definito in base a:
- Punti;
- Numero di partite vinte;
- Ratio dei set vinti/persi;
- Ratio dei punti realizzati/subiti.

## Squadre partecipanti
| Squadra      | Qualificazione                                                   | Ultima partecipazione                 |
| ------------ | ---------------------------------------------------------------- | ------------------------------------- |
| Boca Juniors | Vincitrice Liga Femenina de Voleibol Argentino 2018              | Campionato sudamericano per club 2018 |
| San Lorenzo  | 2ª alla Liga Femenina de Voleibol Argentino 2018                 | Debutto                               |
| Club Olympic | Vincitrice Liga Superior Femenina del Voleibol Boliviano 2017-18 | Campionato sudamericano per club 2017 |
| Minas        | Squadra organizzatrice                                           | Campionato sudamericano per club 2018 |
| Praia Clube  | Vincitrice Superliga Série A 2017-18                             | Campionato sudamericano per club 2017 |

## Torneo

### Risultati
| 19 febbraio 2019 Arena Juscelino Kubitschek, Belo Horizonte Durata: ? - Spettatori: ?     | Praia Clube  | 3 - 0 | Boca Juniors | 25-17, 25-12, 25-13 |
| 19 febbraio 2019 Arena Juscelino Kubitschek, Belo Horizonte Durata: ? - Spettatori: ?     | Minas        | 3 - 0 | Club Olympic | 25-11, 25-13, 25-12 |
| 20 febbraio 2019 Arena Juscelino Kubitschek, Belo Horizonte Durata: ? - Spettatori: ?     | San Lorenzo  | 3 - 0 | Club Olympic | 25-11, 25-14, 25-12 |
| 20 febbraio 2019 Arena Juscelino Kubitschek, Belo Horizonte Durata: ? - Spettatori: ?     | Minas        | 3 - 0 | Boca Juniors | 25-9, 25-14, 25-15  |
| 21 febbraio 2019 Arena Juscelino Kubitschek, Belo Horizonte Durata: ? - Spettatori: ?     | Boca Juniors | 3 - 0 | Club Olympic | 25-16, 25-12, 25-18 |
| 21 febbraio 2019 Arena Juscelino Kubitschek, Belo Horizonte Durata: ? - Spettatori: ?     | Praia Clube  | 3 - 0 | San Lorenzo  | 25-6, 25-18, 25-10  |
| 22 febbraio 2019 Arena Juscelino Kubitschek, Belo Horizonte Durata: ? - Spettatori: ?     | Praia Clube  | 3 - 0 | Club Olympic | 25-13, 25-5, 25-17  |
| 22 febbraio 2019 Arena Juscelino Kubitschek, Belo Horizonte Durata: ? - Spettatori: ?     | Minas        | 3 - 0 | San Lorenzo  | 25-22, 25-12, 25-19 |
| 23 febbraio 2019 Arena Juscelino Kubitschek, Belo Horizonte Durata: ? - Spettatori: ?     | Boca Juniors | 0 - 3 | San Lorenzo  | 21-25, 19-25, 20-25 |
| 23 febbraio 2019 Arena Juscelino Kubitschek, Belo Horizonte Durata: 1h:24 - Spettatori: ? | Minas        | 3 - 0 | Praia Clube  | 25-21, 25-16, 25-24 |

### Classifica
| Pos | Squadra      | Pt | G | V | P | SV | SP | Ratio | PF  | PS  | Ratio |
| --- | ------------ | -- | - | - | - | -- | -- | ----- | --- | --- | ----- |
| 1   | Minas        | 12 | 4 | 4 | 0 | 12 | 0  | MAX   | 301 | 187 | 1,609 |
| 2   | Praia Clube  | 9  | 4 | 3 | 1 | 9  | 3  | 9,000 | 286 | 187 | 1,529 |
| 3   | San Lorenzo  | 6  | 4 | 2 | 2 | 6  | 6  | 1,000 | 237 | 247 | 0,959 |
| 2   | Boca Juniors | 3  | 4 | 1 | 3 | 3  | 9  | 0,333 | 215 | 271 | 0,793 |
| 3   | Club Olympic | 0  | 4 | 0 | 4 | 0  | 12 | 0,000 | 154 | 300 | 0,513 |

## Classifica finale
| Pos | Squadre      | Qualificazione                |
| --- | ------------ | ----------------------------- |
|     | Minas        | Coppa del Mondo per club 2019 |
|     | Praia Clube  |                               |
|     | San Lorenzo  |                               |
| 4   | Boca Juniors |                               |
| 5   | Club Olympic |                               |

## Premi individuali
| Premio                 | Nome               | Squadra     |
| ---------------------- | ------------------ | ----------- |
| MVP                    | Caroline Gattaz    | Minas       |
| Miglior palleggiatrice | Mácris Carneiro    | Minas       |
| Miglior opposto        | Bruna da Silva     | Minas       |
| Miglior schiacciatrice | Fernanda Garay     | Praia Clube |
| Miglior schiacciatrice | Gabriela Guimarães | Minas       |
| Miglior centrale       | Fabiana Claudino   | Praia Clube |
| Miglior centrale       | Bianca Farriol     | San Lorenzo |
| Miglior libero         | Léia da Silva      | Minas       |